# Lauritz Schmidt
Lauritz Thura Thrap Schmidt (Oslo, 1 de mayo de 1897-Oslo, 27 de junio de 1970) fue un deportista noruego que compitió en vela en la clase 8 Metre. Participó en dos Juegos Olímpicos de Verano en los años 1920 y 1936, obteniendo dos medallas, plata en Amberes 1920 y plata en Berlín 1936, ambas en la clase 8 Metre.

## Palmarés internacional
| Juegos Olímpicos | Juegos Olímpicos  | Juegos Olímpicos | Juegos Olímpicos       |
| Año              | Lugar             | Medalla          | Clase                  |
| ---------------- | ----------------- | ---------------- | ---------------------- |
| 1920             | Amberes (Bélgica) | Medalla de plata | 8 Metre (sistema 1919) |
| 1936             | Berlín (Alemania) | Medalla de plata | 8 Metre                |